# Nguyễn Văn Linh
Nguyễn Văn Linh (Duc Tan, 1º luglio 1915 – Ho Chi Minh, 27 aprile 1998) è stato un politico vietnamita, e leader Viet Cong. Responsabile del periodo di "Doi Moi" (rinnovamento) vietnamita, viene considerato il Gorbacev del Vietnam.

## Biografia
Nato con il nome di Nguyễn Văn Cúc nei pressi di Hanoi, forse da famiglia borghese, si unì al movimento comunista a soli 14 anni, animato dalla lotta contro il colonialismo francese. Nel 1930, a 16 anni, fu arrestato per avere diffuso volantini antifrancesi e rimase in prigione fino al 1936; una volta rilasciato entrò nel Partito Comunista Indocinese e successivamente nel Partito dei Lavoratori del Vietnam. Responsabile del radicamento del partito a Saigon, fu nuovamente arrestato e incarcerato dal 1941 al 1945.
Dopo l'indipendenza del Vietnam dalla Francia, Linh venne rilasciato e, nel corso della Guerra d'Indocina, scalò i ranghi del Partito divenendo membro del Comitato Centrale nel 1960. Fu inoltre responsabile per il Vietnam del Sud, cosa che lo vide direttamente coinvolto nella Guerra del Vietnam contro gli Stati Uniti, anche se le sue mansioni erano più a carattere organizzativo che militare. Ad ogni modo nel 1968 fu tra i comandanti dell'Offensiva del Têt, che rappresentò un punto di svolta nel conflitto.
Con la riunificazione del Vietnam nel 1975 divenne un membro dell'Ufficio Politico e segretario del partito a Ho Chi Minh. Benché considerato un promettente dirigente di partito, l'ascesa di Linh fu bruscamente bloccata quando questi propose una lenta trasformazione dell'economia sud-vietnamita, favorendo il mantenimento del capitale privato contro i piani di Lê Duẩn, succeduto ad Ho Chi Minh al vertice del Partito. I contrasti si fecero sempre più acuti e nel 1982 Linh decadde dall'Ufficio Politico; è incerto se ciò avvenne per una decisione di Lê Duẩn, o se Linh rassegnò le dimissioni di sua spontanea volontà.
La crisi economica che investì il Vietnam negli anni ottanta portò ad una rivalutazione delle proposte dei riformisti; Linh, loro leader naturale, fu nuovamente ammesso nell'Ufficio Politico nel 1985, e persino eletto segretario generale al Congresso Nazionale del Partito del dicembre 1986. Egli mise subito in pratica le sue politiche innovative, dando inizio al periodo Doi Moi mediante la reintroduzione dell'iniziativa privata e del libero mercato, e lo scioglimento dei collettivi agricoli. Cercò inoltre di migliorare i rapporti tanto con gli Stati Uniti che con la Cina: nel 1989 fu a favore del ritiro delle truppe vietnamite dalla Cambogia, e nel 1990 visitò la Cina, primo dirigente vietnamita a farlo dalla Guerra sino-vietnamita del 1979. A livello interno, Linh si pronunciò esplicitamente contro il multipartitismo, definito "non necessario oggettivamente" (nel 1988 vennero sciolti il Partito Democratico ed il Partito Socialista, alleati del PCV) e caratteristico delle "democrazie borghesi demagogiche" occidentali, ma non fece nemmeno mistero del suo astio nei confronti di dirigenti comunisti corrotti vecchi ed attuali.
Nell'ambito del crollo dell'Unione Sovietica, i suoi attacchi alla corruzione ed ai dirigenti conservatori furono percepiti come una minaccia alla stabilità del PCV. Nel 1990 Linh annunciò che si sarebbe ritirato dall'attività politica attiva, e nel 1991 venne nominato "consigliere del Comitato Centrale"; a sostituirlo come segretario generale fu Đỗ Mười, sostenitore delle sue riforme ma anche politicamente conservatore.
Con una mossa che suscitò uno stupore generale, nel 1996 Linh tenne un intervento al congresso del partito durante il quale criticò a fondo le riforme che lui stesso aveva contribuito ad attuare, sostenendo che l'investimento straniero non aiutava ma al contrario indeboliva e derubava il Vietnam ed il socialismo; inoltre criticò apertamente il divario crescente fra ricchi e poveri. Scrisse inoltre regolarmente ai giornali criticando la corruzione agli alti vertici della politica.
Linh morì di cancro il 27 aprile 1998 ad Ho Chi Minh.